# Oxalis cytisoides
Oxalis cytisoides là một loài thực vật có hoa trong họ Chua me đất. Loài này được C. Mart. & Zucc. mô tả khoa học đầu tiên năm 1825.